# Jader Valencia
Jader Valencia, né le 15 novembre 1999 à Sincelejo est un footballeur colombien évoluant au Millonarios FC comme attaquant.

## Biographie

### Bogotá FC
Valencia commence sa carrière au Bogotá Fútbol Club évoluant en Primera B à l'âge de 14 ans, 9 mois et 1 jour, ce qui en fait le troisième plus jeune joueur professionnel de Colombie[réf. nécessaire]. Il réalise son premier match le 14 septembre 2014 où Bogota perd à domicile contre le Leones FC . Le 10 mars 2016, il marque son premier but en tant que professionnel lors d'une défaite 1-2 contre le Millonarios FC lors de la Copa Colombia 2016. Le 14 mai, il marque son premier but en championnat contre l'Universitario de Popayán. 
Le 19 avril 2017, il inscrit son premier doublé de sa carrière, donnant la victoire à son club sur le score de 2 à 0 contre l'Universitario de Popayán. Il réédite son exploit onze jours plus tard, contre l'Unión Magdalena en championnat. En Coupe, il fête son premier doublé contre le CD La Equidad. En juin 2017 il quitte le Bogotá Fútbol Club avec au compteur 67 matchs pour 17 buts marqués.

### Millonarios FC
Le 23 juin 2017, il signe au Millonarios Fútbol Club. Ses débuts ont eu lieu le 9 août lors d'un match nul 0-0 contre l'Atlético Junior pour la Copa Colombia 2017, entrant à la 87e minute à la place d'Ayron del Valle. Le 17 décembre, il remporte avec son club la Primera A. Il fait ses débuts en Copa Libertadores 2018, le 15 mars lors d'une défaite contre le club argentin de l'Independiente entrant en seconde période à la place d'Elicer Quiñones .
Le 12 avril 2019, il  marque son premier but sous ses nouvelles couleurs lors d'un match nul 1-1 contre le Llaneros FC pour la Coupe de Colombie 2019. Le 25 avril, il marque son premier doublé avec le club lors de la victoire 3-1 contre le Tigres FC à nouveau pour la coupe de Colombie.

### RC Lensrés.
Le 24 juillet 2019, il est prêté pour deux saisons au RC Lens.

## Sélection nationale
En janvier 2019, Valencia est convoqué pour disputer la Copa América U20 organisée au Chili.  Lors de cette compétition, il joue huit matchs. Avec un bilan de trois victoires, trois nuls et trois défaites, la Colombie se classe quatrième du tournoi.

### Participations en équipes jeunes
| Compétition           | Organisateur | Matchs | Buts | Résultat final |
| --------------------- | ------------ | ------ | ---- | -------------- |
| Copa América U20 2019 | Chili        | 8      | 0    | 4e             |

## Statistiques
| Club                                            | Div.              | Saison            | Championnat | Championnat | Championnat | Coupes nationales(1) | Coupes nationales(1) | Coupes nationales(1) | Tournois internationaux(1) | Tournois internationaux(1) | Tournois internationaux(1) | Total | Total | Total |
| Club                                            | Div.              | Saison            | Pd          | Pd          | Pd          | Pd                   | Pd                   | Pd                   | Pd                         | Pd                         | Pd                         | Pd    | Pd    | Pd    |
| ----------------------------------------------- | ----------------- | ----------------- | ----------- | ----------- | ----------- | -------------------- | -------------------- | -------------------- | -------------------------- | -------------------------- | -------------------------- | ----- | ----- | ----- |
| Bogotá F. C.                                    | 2e                | 2014              | 2           | 0           | 0           | —                    | —                    | —                    | —                          | —                          | —                          | 2     | 0     | 0     |
| Bogotá F. C.                                    | 2e                | 2015              | 6           | 0           | 0           | 0                    | 0                    | 0                    | —                          | —                          | —                          | 6     | 0     | 0     |
| Bogotá F. C.                                    | 2e                | 2016              | 35          | 6           | 0           | 4                    | 1                    | 0                    | —                          | —                          | —                          | 39    | 7     | 0     |
| Bogotá F. C.                                    | 2e                | 2017              | 16          | 8           | 0           | 5                    | 2                    | 0                    | —                          | —                          | —                          | 21    | 10    | 0     |
| Bogotá F. C.                                    | Total club        | Total club        | 59          | 14          | 0           | 9                    | 3                    | 0                    | 0                          | 0                          | 0                          | 68    | 17    | 0     |
| Millonarios                                     | 1re               | 2017              | 10          | 0           | 1           | 2                    | 0                    | 0                    | —                          | —                          | —                          | 12    | 0     | 1     |
| Millonarios                                     | 1re               | 2018              | 1           | 0           | 0           | 1                    | 0                    | 0                    | 3                          | 0                          | 0                          | 5     | 0     | 0     |
| Millonarios                                     | 1re               | 2019              | 3           | 0           | 0           | 5                    | 4                    | 0                    | —                          | —                          | —                          | 8     | 4     | 0     |
| Millonarios                                     | Total club        | Total club        | 14          | 0           | 1           | 8                    | 4                    | 0                    | 3                          | 0                          | 0                          | 25    | 4     | 1     |
| Total en carrière                               | Total en carrière | Total en carrière | 73          | 14          | 1           | 17                   | 7                    | 0                    | 3                          | 0                          | 0                          | 93    | 21    | 1     |
| (1) Statistiques incluant la coupe de Colombie. |                   |                   |             |             |             |                      |                      |                      |                            |                            |                            |       |       |       |

## Palmarès

### Compétitions nationales
| Títre                   | Club           | Pays     | Année |
| ----------------------- | -------------- | -------- | ----- |
| Championnat de Colombie | Millonarios FC | Colombie | 2017  |
| Superliga de Colombie   | Millonarios FC | Colombie | 2018  |